# Coelichneumon biannulatus
Coelichneumon biannulatus là một loài tò vò trong họ Ichneumonidae.